# Angulicytherura
Angulicytherura is een geslacht van kreeftachtigen uit de klasse van de Ostracoda (mosselkreeftjes).

## Soorten
- Angulicytherura miii (Ishizaki, 1969) Schornikov & Dolgov, 1995
- Angulicytherura rugosa Schornikov & Dolgov, 1995
- Angulicytherura truncata Schornikov & Dolgov, 1995
- Angulicytherura urupica Schornikov & Dolgov, 1995
- Angulicytherura ventroangulata Schornikov & Dolgov, 1995